# Vash the Stampede
Vash the Stampede (japonês: ヴァッシュ・ザ・スタンピード, Hepburn: Vasshu za Sutanpīdo), em português, Vash, o Estouro da Boiada, é o protagonista da série de anime e mangá Trigun criada por Yasuhiro Nightow. Vash é uma Planta, seres interdimensionais que são aproveitados como fonte de força e energia, dando-lhes poderes sobre-humanos e uma capacidade de destruir cidades, adquirindo, assim, o nome de Tufão Humanoide devido a destruição e o caos que o rodeia e, posteriormente, O Homem de 60 Bilhões, por causa do preço de sua cabeça. Ele viaja de cidade a cidade, mantendo a paz e ensinando aos habitantes o valor de se obtê-la.
O personagem foi bem recebido tanto por sua personalidade como por duas peças características de sua roupa, os óculos de sol amarelos e o casaco duster vermelho.

## Conceito e criação
Em uma entrevista da Dark Horse Comics, perguntaram a Nightow se ele tem um personagem específico no mangá que se sente mais próximo e se teria um personagem em particular, que ele criou, que é supostamente uma versão mangá/anime de si mesmo. Mais tarde, ele responde que todos os personagens projetam uma "certa parte [dele]", mas de uma maneira, Vash é o que ele associa-se mais. Dizem que Vash representa a sua determinação e alguns, seu lado mais infantil.
O projeto da arma de Vash era um problema enorme para Nightow, que certificou-se de que a arma não será apenas perigosa e confiável, mas também com um olhar fresco. A arma original não tinha jeito de abrir para as balas serem deslizadas dentro. Então Nightow encontrou uma imagem real de um barril de cabeça para baixo e uma vez que ele achou que era bacana, ficou com a ideia. Apesar de ter sido difícil para ele criar as armas estranhas que vieram em episódios posteriores, a ideia de "armas baka", armas que disparam balas mágicas ilimitadas, desapareceram lentamente. O conceito do designer ainda admitiu a criação de braços-anjo originais. Eles pensaram que, se as armas poderiam criar a matéria, eles devem ter uma forma ligeiramente feminina desde o conceito das mulheres de criar e dar à luz.

## Série

### Mangá
Vash e seu irmão gêmeo Knives foram descobertos por Rem Saverem a bordo de um navio da SEED, uma colônia espacial contendo os últimos humanos sobreviventes que fugiram da Terra depois de sua destruição. Eles aparentemente nasceram de uma das plantas que alimentam o navio. Rem os sustenta ao longo de um ano, onde crescem bastante em pouco tempo. Ao experimentar com os bancos de dados do navio, Knives propositalmente interrompe o sistema de navegação, acionando um alarme e acordando os adormecidos passageiros a bordo. Rem corrige rapidamente o sistema e envia os passageiros de volta para dormir, mas um tripulante desperta, o Dr. William Conrad, que descobre Vash e Knives. Ele concorda em manter sua existência em segredo, depois de conversar com Rem. Knives e Vash depois tropeçam acidentalmente em uma área restrita, a bordo do navio, e lá descobrem que não foram as primeiras plantas independentes para nascer. Outra planta, Tessla, tinha sido estudada pela tripulação a bordo do navio, e submetido a exames contínuos e vivissecção que eventualmente levou à sua morte lenta e dolorosa.

### Anime
Vash tem realmente 131 anos de idade no anime. Vash, como uma planta, requer uma arma especial conhecido como o braço de ângulo para ativar seus poderes para sua extensão. Esta arma é uma das duas que o irmão de Vash, Knives, criou a partir da tecnologia que ele salvou de um navio da SEED que caiu. Pouco tempo depois ele recebe seu Braço de Ângulo de seu irmão, então Vash descobre que as duas armas foram feitas para ajudar Knives em seu plano de "limpeza" do planeta de sua população humana. Em conflito emocionalmente e moralmente contra a meta de seu irmão, Vash lembra a moral humana da sua cuidadora Rem Saverem. Ele atira na perna de Knives e depois de testemunhar a dor e o choque, seu irmão acaba por cair, Vash em um pânico desanimador então toma as duas armas e foge para o deserto como Knives acaba machucado para voltar. Ele passa dois anos vagando sozinho em Gunsmoke, até que finalmente cai de exaustão . Ele é resgatado por um grupo de seres humanos a partir do funcionamento de apenas um navio da SEED restante no planeta, o que não chegou a falhar durante "A Grande Queda". Enquanto estava lá, ele faz amigos humanos e é dotado de sua assinatura vermelha, seu casaco estilo duster.

## Características

### Nascimento
Vash não é humano, mas um ser humano, como Planta, os seres interdimensionais que são aproveitados como fonte de poder e energia. Como uma Planta, seu corpo não era fisicamente capaz de passar além dos seus vinte e poucos anos, mas ele tem 131 anos no momento em que a série começa. Como as plantas "independentes", ele e seu irmão gêmeo Knives são capazes de conscientemente usar sua imensa energia para realizar proezas destrutivas incríveis.

## Personalidade
Vash exibe tanto no mangá quanto no anime duas personalidades muito distintas. Inicialmente, Vash geralmente exagera as características loucas para fazer as pessoas se sentirem confortáveis e para esconder sua identidade, bem como a utilização dessas ações ultrajantes e bondade crônica como uma forma de mascarar sua própria dor (como notado por Millie). Ele exibe um amor quase obsessivo de rosquinhas, se engaja em um comportamento lascivo, joga jogos com as crianças e auxiliares locais e faz amizade com os adultos, bem como fazer uma piada bizarra ocasional ou piada (por exemplo, mediante o cumprimento de Wolfwood, ele se apresentou como "Valentinez Alkalinella Xifax Sicidabohertz Gumbigobilla Blue Stradivari Talentrent Pierre Andres Charton-Haymoss Ivanovicci Baldeus George Doitzel Kaiser III"). Ele frequentemente expressa o slogan: "Este mundo é feito de paz e amor", que geralmente é complementado por seu sinal de paz, tanto para a confusão dos amigos e locais quanto para o desgosto de seus inimigos.
O outro lado de Vash é um ser totalmente atormentado e solitário, e raramente é mostrado quando está na companhia de outras pessoas. Devido a sua longa e lendária vida e uma reputação infame, Vash perdeu ambos muitos amigos e sua única família. Em muitos casos (como sugere Luida) as pessoas em quem confiava, o teriam traído ou foram mortas simplesmente por conhecê-lo. Para os 20 anos entre a perda de July e a revogação de seu modo de vida, ele era um homem perseguido e muitas vezes teve que esconder sua identidade e se afastar das ondas de caçadores de recompensa persistentes. Assim, ele está sempre propenso a ficar sozinho ou se envolver em uma profunda reflexão introspectiva que o leva para a depressão.
Um ponto de conflito na série são as diferenças internas entre Vash e Knives Millions, seu irmão gêmeo, e o seu respeito para a humanidade. Apesar de seu longo sofrimento e maus-tratos por seres humanos, Vash escolhe manter a esperança e amor para com a humanidade enquanto Knives cai em um ódio profundo de toda a forma humana, apesar de nunca pessoalmente ter sofrido em suas mãos. Suas personalidades também têm outras diferenças fundamentais: Vash não aguenta o desespero de estar sozinho, enquanto Knives se revela em sua solidão e não tem nenhum desejo de qualquer outro que Vash emprega.
Enquanto Vash se recusa a matar qualquer um de seus adversários, muitas vezes sofre nas mãos de um número de inimigos sem escrúpulos. Como resultado, seu corpo é uma colcha de retalhos de grandes cicatrizes, pedaços de carne faltando apoiados por uma rede metálica, e as marcas de pontos. Apesar de sua hesitação em mostrar seu corpo (especialmente às mulheres, a quem ele acredita que seria repelido), Vash nunca usa seu poder para removê-los ou reparar o seu corpo, mantendo as cicatrizes como um lembrete do preço que ele paga por sua misericórdia ilimitada.

## Habilidades
Além do seu braço de angulo, Vash tem mostrado um nível supra-humano de agilidade, força, reflexos, visão e controle muscular completos. Em episódios do anime, Vash tem muitas vezes demonstrado a capacidade de desviar de balas à queima-roupa e esquivar de ataques corpo a corpo qualificados (ao mesmo tempo fingindo dançar com uma mulher). Durante uma competição de duelo com armas, Vash foi capaz de evitar a morte de muitos dos concorrentes por atirar nas pedras em momentos-chave para derrubar suas balas fora de seus cursos letais. Vash é, possivelmente, mais forte do que a maioria dos seres humanos, como pode ser visto quando ele foi capaz de usar a Punisher de Wolfwood (embora ele tenha feito comentários sobre seu peso). Finalmente, a sua inteligência é indicada como sendo superior à da maioria (se não de todos) os seres humanos. No anime é mostrado que ele é capaz de uma comunicação telepática com seu irmão, mas se ele possui capacidades telecinéticos com Knives ou não permanece incerto.

### Armas
- Colt .45 Cano Longo: Vash habitualmente carrega uma customizada Colt calibre .45 prata ou um revólver niquelado, um clássico de seis tiros de dupla ação com uma quebra superior e um mecanismo de recarga que dispara. Na série, esta pistola foi criada como parte de um par de facas, de que a Vash foi dado o modelo de prata, entretanto se manteve o modelo preto. Vash eventualmente carrega duas armas por um tempo, antes de perder a arma preta para usar as facas em outra luta. Ambas as armas foram projetadas para serem usadas com a mão esquerda, embora Vash atire com a mão direita.

No mangá, Vash usa sua única arma por mera novidade e hábito. Visualmente, o revólver no mangá também é diferente do que no anime, embora ainda apresente o posicionamento original do tambor na posição das 6 horas. Em Trigun Maximum, o revólver usado no anime aparece para Vash para utilização como uma substituição de dois painéis para a arma padrão, enquanto ele está sendo reparado.
- Braço de anjo: Na série, dentro da marca revólver de Vash fica o catalisador necessário para ativar o seu "Braço de anjo". O braço de anjo é a derradeira arma de Vash. Após a ativação, o seu braço direito se transforma em uma arma poderosa o suficiente para destruir cidades inteiras com uma única explosão. Vash teme o potencial do Braço para a destruição, e sabe pouco sobre como usá-lo .No mangá, o braço é uma característica natural do corpo de uma planta, e pode ser manipulado em várias formas para criar uma série de efeitos para além da destruição. Seu poder é limitado: como uma bateria, ele contém apenas uma certa quantidade de energia, e quando essa energia se vai ele morre. O Braço de Vash normalmente assume a forma de uma grande arma de canhão, que utiliza uma enorme quantidade de energia. Como um medidor de energia gasta a cor do cabelo de uma planta escurece gradualmente à medida que o seu poder interno é gasto até chegar a uma cor final preta quando completamente está esgotada. Para ilustrar o poder do braço de anjo, o cabelo de Vash começa a escurecer após a segunda vez que ele dispara, usando energia suficiente para explodir um buraco na lua.

Ao longo do mangá, Vash aprende a obter um melhor controle de seu poder para formar canhões menores e táticas defensivas, embora seu cabelo continuasse a crescer mais escuro até quase completamente preta. Até o volume final, ele tem apenas uma pequena mecha de cabelo loiro na esquerda.
- Metralhadora Cibernética: Vash perde o braço esquerdo quando Knives soprou-o usando um revólver diferente, depois de Vash roubar anos atrás a pistola Black Angel de Knives. No mangá, Knives corta Vash quando era mais jovem, com uma lâmina,  que ele havia formado com seu próprio corpo. Ele tem agora uma substituição cibernética, que também esconde uma arma de fogo integrada. Em ambas as séries e mangá, é inicialmente uma poderosa semi-pistola, que mais tarde foi atualizada para uma metralhadora totalmente automática.

- Outras armas e equipamentos: Na série, Vash pode ser visto usando uma faca escondida na bota em múltiplos episódios. Durante sua batalha com Dynamites Brilliant Neon, ele usa uma arma automática que aparece semelhante a uma AK-47. Na batalha final, no clímax com Knives, ele também usa a Cross Punisher de Wolfwood.

No mangá, os rasgos no casaco de Vash mudam em várias ocasiões, geralmente após ter sido danificado, destruído ou perdido. Pelo menos um modelo é descrito como sendo à prova de bala. Durante uma batalha com facas a bordo da Arca, os tubos em seu casaco foram usados para recarregar seu revólver e munição para alimentar sua submetralhadora. Os tubos foram utilizados sem Vash impor as mãos sobre eles, mas não está claro se isto é feito por meios mecânicos, ou por Vash usando suas habilidades de planta.

## Recepção
Vash the Stampede foi classificado como 17° no Top 25 da IGN dos Melhores Personagens de Anime de Todos os Tempos, dizendo: "Como um desenho de personagem, no entanto, ele é um dos maiores de todos os tempos. Yasuhiro Nightow é um excelente artista em qualquer dia da semana, mas ele se superou, como o herói de sua mais famosa história em quadrinhos. A maioria dos fãs foram vendidos para Trigun antes mesmo de assistirem o anime e Vash the Stampede só tinha o look -longo casaco, o cabelo espetado, o costume de seis tiros, como uma versão vermelho ardente de todos os grandes heróis pistoleiros de faroeste do passado. Aquele olhar funciona em dois níveis, também, uma vez que encontramos exatamente o que estava escondido debaixo do famoso empoeirado".
Ele está classificado como 12° por 97 votos no Top 100 dos Melhores Personagens de Anime Pesquisados por AnimeSouce.com. Dizendo que: "Ele pode fazer você rir em um momento e, em seguida, te fazer de bobo. Ele tem super velocidade, precisão perfeita, e a vontade de fazer qualquer coisa para qualquer um, não importa se eles são bons ou maus, mesmo que isso lhe custe o seu corpo ou sua dignidade. Ele é o maior cowboy de todos os tempos em um outro planeta e ele tem o maior objetivo na vida sempre a ser pensado:... PAZ E AMOR."